# سفر با ماشین زمان
سفر با ماشین زمان کتابی از هیزل ریچاردسون با ترجمهٔ محمود سالک است که در سال ۱۳۸۲ منتشر و در مراسم کتاب سال جمهوری اسلامی ایران به‌عنوان کتاب برگزیده معرفی شد.